# Dusona schikotani
Dusona schikotani là một loài tò vò trong họ Ichneumonidae.